# Tribunal Especial para la Represión de la Masonería y el Comunismo

El Tribunal Especial para la Represión de la Masonería y el Comunismo fue una instancia judicial especial que existió entre 1940 y 1963 en España, durante el régimen franquista. Fue uno de los organismos encargados de llevar a cabo la represión durante el franquismo. Nació con la promulgación el 1 de marzo de 1940 de la Ley para la Represión de la Masonería y el Comunismo que respondía a la fijación del propio general Franco con la masonería a la que hacía responsable de los que consideraba los males del país desde el siglo XVIII.

## Historia
En España, se dictó la Ley sobre represión de la masonería y del comunismo de 1940, el 1 de marzo. «El primer artículo de la ley es suficientemente ilustrativo del extraordinario alcance punitivo que se otorgaba a su aplicación» ya que «prácticamente cualquier conducta heterodoxa podría caer en el ámbito de una política represiva»:

Constituye figura de delito, castigado conforme a las disposiciones de la presente Ley, el pertenecer a la masonería, al comunismo y a las demás asociaciones clandestinas a que se refieren los artículos siguientes. El Gobierno podrá añadir a dichas organizaciones las ramas o núcleos auxiliares que juzgue necesarios y aplicarles entonces las mismas disposiciones de esta Ley, debidamente aceptadas.

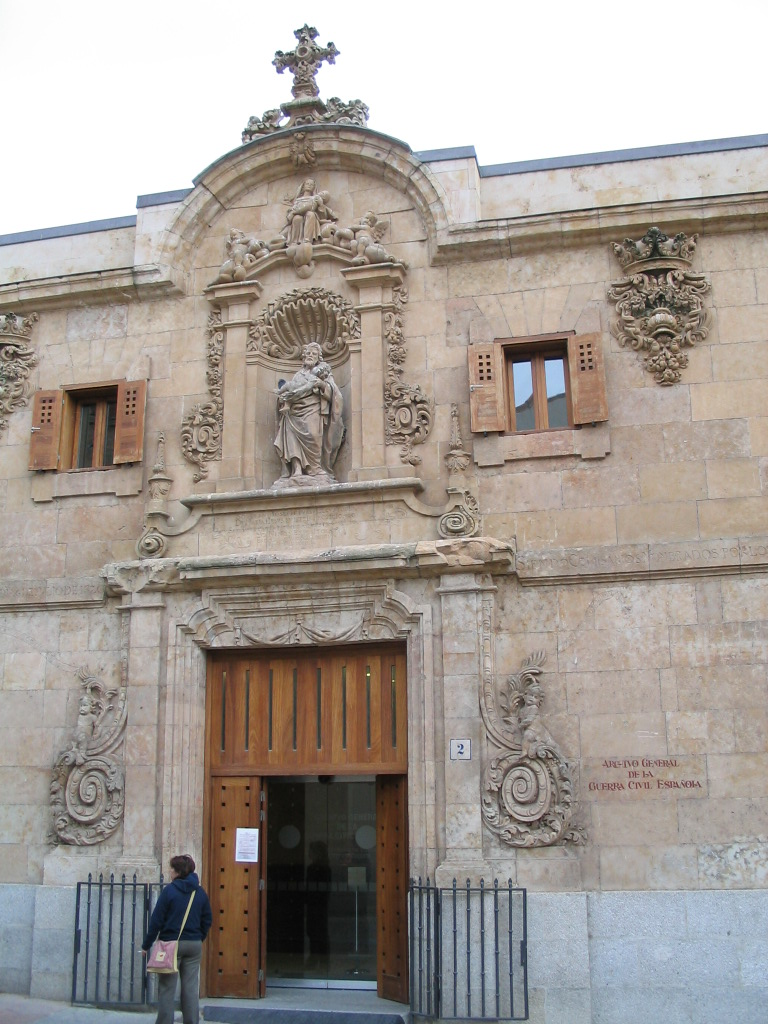
Archivo General de la guerra civil española.

En su artículo n.° 12 establece la creación de un "Tribunal Especial para la Represión de la Masonería y el Comunismo". Las penas iban desde la incautación de bienes hasta la reclusión mayor. Los masones, aparte de las sanciones económicas, quedaban automáticamente separados de cualquier empleo o cargo de carácter público. Se establecieron penas de veinte a treinta años de prisión para los grados superiores, y de doce a veinte para los cooperadores. Fue suprimido el 8 de febrero de 1964, después de que gran parte de sus funciones fueran transferidas al Tribunal de Orden Público en 1963.

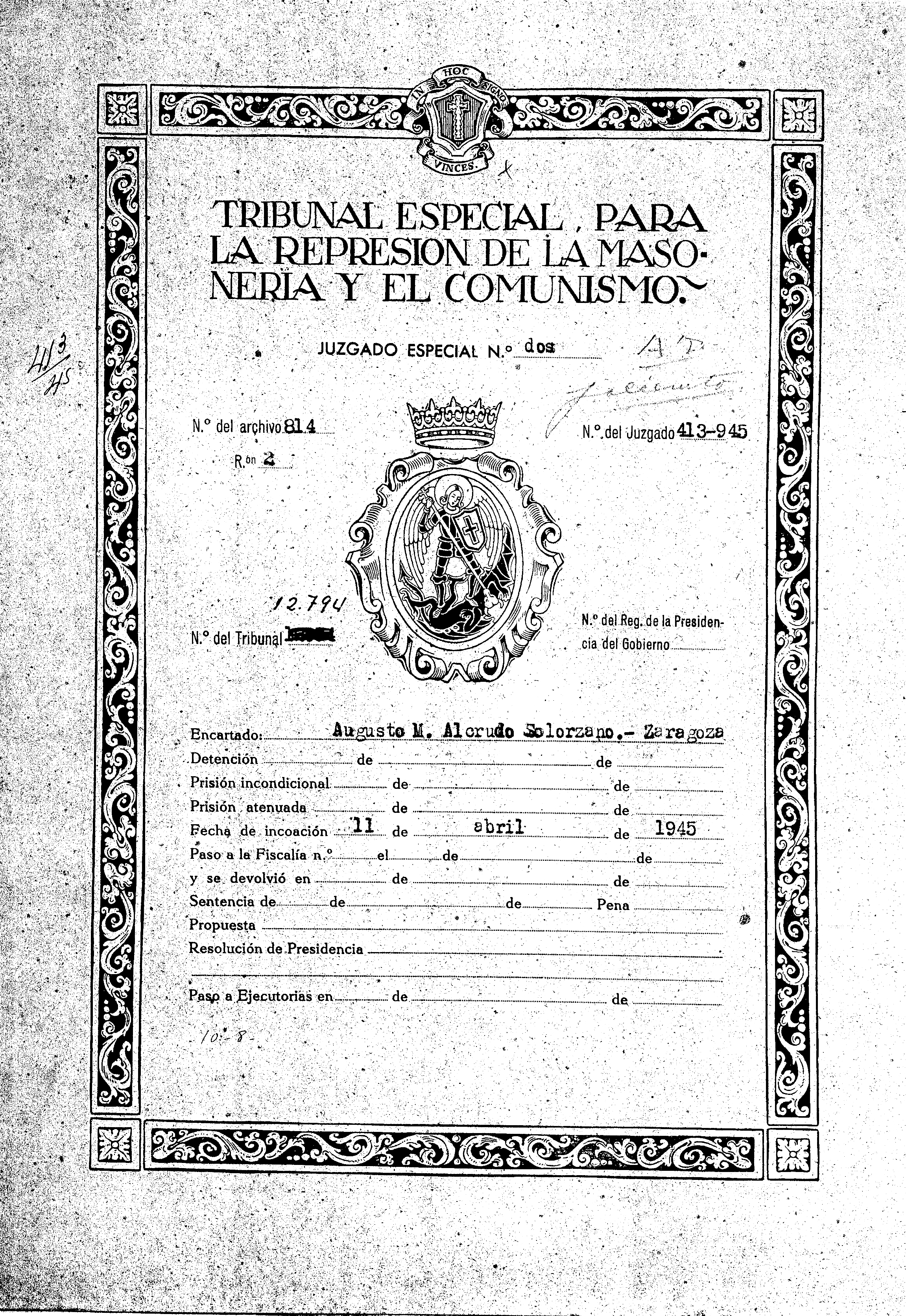
Portada del expediente incoado contra Augusto Moisés Alcrudo.

En el mismo artículo 12 de la citada ley se establecía su composición: un presidente, un general del Ejército, un jefe de Falange y dos letrados, todos ellos nombrados por el jefe del Estado. El Tribunal, con sede provisional en Salamanca pues allí se había reunido toda la documentación incautada a las logias masónicas, se constituyó el 2 de junio de 1940 bajo la presidencia del militar carlista Marcelino Ulibarri Eguilaz ―siendo uno de sus secretarios el capitán de navío Luis Carrero Blanco―. Un año después fue sustituido por el teniente general Andrés Saliquet. El tribunal abrió expediente a unas 80 000 personas ―cuando el número de masones en España no llegaba a los 5000―. Fueron acusadas de «defender ideas contrarias a la religión, la patria y sus instituciones fundamentales»  y llegó a afectar a algún miembro del régimen como al delegado nacional Sindicatos Gerardo Salvador Merino, cuando se descubrió su pasado masón. Los primeros condenados fueron destacados políticos republicanos que se encontraban en el exilio, como el presidente del gobierno Juan Negrín o el presidente de las Cortes republicanas Diego Martínez Barrio.
El tribunal, después de examinar todos los documentos que llegaban a su poder, acordaba por regla general la tramitación del sumario. Los jueces instructores se encargaban de la apertura del procedimiento y de su trámite. Aunque inicialmente se dotó a la jurisdicción de dos jueces instructores especiales que se desplazaban desde sus oficinas de Madrid a todas las provincias, a finales de 1941 se hizo necesario añadir un tercero. Se citaba al encartado en un juzgado designado al efecto —que podía pertenecer indistintamente a las jurisdicciones ordinaria o militar— donde se le notificaba la apertura de causa y se le informaba de su próximo llamamiento a juicio.
El sumario no era una elaboración posterior al auto de procesamiento, sino el resultado de volcar toda la información previa procedente de expedientes escritos por la Delegación de Asuntos Especiales, la Delegación del Estado para la Recuperación de Documentos, delaciones,  servicios de información provinciales de la Falange, delegaciones de orden público, la Comisaría General Político-Social de la Dirección General de Seguridad, el Archivo Masónico de la Comisaría General de Información y la Sección de Masonería del Servicio Nacional de Seguridad. 
Entre 1941 y 1953, se incoaron 27 085 expedientes y el Tribunal condenó a 8918 personas en 940 sesiones secretas. El tribunal estuvo en funcionamiento hasta que fue suprimido por la ley 154/1963 de 2 de diciembre, aunque la Comisión Liquidadora que se encargó de rematar jurídicamente sus tareas se mantuvo en funcionamiento hasta 1971.

## Archivos
Los archivos del Tribunal actualmente forman parte del Archivo General de la Guerra Civil Española, situado en Salamanca. Estos archivos incluyen las condenas por "delito de masonería". Su información es públicamente accesible.